# Shen Xue
Shen Xue (kinesiska: 申雪), född 13 november 1978 i Harbin, Heilongjiang,  är en kinesisk konståkare.
Tillsammans med sin make Zhao Hongbo har hon tagit tre olympiska medaljer i paråkning, brons i OS 2002 i Salt Lake City, brons i OS i Turin 2006 och guld i  OS 2010 i Vancouver.
Paret är även trefaldiga världsmästare (2002, 2003 och 2007).